# Eisenhüttl
Eisenhüttl (ungarisch Kisvaskut, Vaskut; kroatisch Jezerjani) ist eine Ortschaft und  Katastralgemeinde der Gemeinde Kukmirn im Bezirk Güssing im Burgenland.

## Geografie
Das nördlich von Kukmirn liegende Dorf befindet sich am Zickenbach und wird von der Landesstraße L108 erschlossen.

## Geschichte
Die erste Erwähnung des Ortsnamens befindet sich in einem Urbar aus dem Jahre 1576. Der Ort wurde in der Zeit nach den Türkenkriegen mit kroatischstämmiger Bevölkerung besiedelt.
Der Ort gehörte wie das gesamte Burgenland bis 1920/21 zu Ungarn (Deutsch-Westungarn). Ab 1898 musste aufgrund der Magyarisierungspolitik der Regierung in Budapest die ungarischen Ortsnamen Kisvaskut oder Vaskut verwendet werden. Nach Ende des Ersten Weltkriegs wurde nach zähen Verhandlungen Deutsch-Westungarn in den Verträgen von St. Germain und Trianon 1919 Österreich zugesprochen. Seit 1921 gehört Eisenhüttl zum damals neu gegründeten Bundesland Burgenland (siehe auch Geschichte des Burgenlandes).
Laut Adressbuch von Österreich waren im Jahr 1938 in der Ortsgemeinde Eisenhüttl zwei Gastwirte, zwei Gemischtwarenhändler, ein Holzhändler, eine Mühle, ein Tischler und ein Landwirt mit Direktvertrieb ansässig. Bis zur Eingemeindung nach Kukmirn am 1. Jänner 1971 war der Ort eine eigene Gemeinde.
Am 1. Jänner 1971 wurde der Ort im Zuge des Gemeindestrukturverbesserungsgesetzes der burgenländischen Landesregierung mit den Orten Limbach im Burgenland, Neusiedl bei Güssing und Kukmirn zur neuen Gemeinde Kukmirn zusammengelegt.

## Siedlungsentwicklung
Zum Jahreswechsel 1979/1980 befanden sich in der Katastralgemeinde Eisenhüttl insgesamt 75 Bauflächen mit 54.767 m² und 130 Gärten auf 111.864 m², 1989/1990 gab es 86 Bauflächen. 1999/2000 war die Zahl der Bauflächen auf 132 angewachsen und 2009/2010 bestanden 141 Gebäude auf 289 Bauflächen.

## Bodennutzung
Die Katastralgemeinde ist landwirtschaftlich geprägt. 291 Hektar wurden zum Jahreswechsel 1979/1980 landwirtschaftlich genutzt und 330 Hektar waren forstwirtschaftlich geführte Waldflächen. 1999/2000 wurde auf 284 Hektar Landwirtschaft betrieben und 342 Hektar waren als forstwirtschaftlich genutzte Flächen ausgewiesen. Ende 2018 waren 241 Hektar als landwirtschaftliche Flächen genutzt und Forstwirtschaft wurde auf 358 Hektar betrieben. Die durchschnittliche Bodenklimazahl von Eisenhüttl beträgt 36,4 (Stand 2010).

## Sehenswürdigkeiten
Ein aus dem Jahr 1836 stammender Getreidekasten, der innen mit Lehm ausgekleidet ist, befindet sich heute im Österreichischen Freilichtmuseum in Stübing.

## Naturschutz
Die Feuchtwiesen nördlich des Ortes wurden im Jahr 1991 unter dem Namen Auwiesen Zickenbachtal unter Naturschutz gestellt.